# (8544) Sigenori
(8544) Sigenori  es un asteroide perteneciente al cinturón  de asteroides, descubierto el 17 de diciembre de 1993 por Takao Kobayashi desde el Observatorio de Ōizumi, en Japón.

## Designación y nombre
(8544) Sigenori se designó inicialmente como 1993 YE.
Más adelante fue nombrado en honor a Sigenori Miyamoto (n. 1931) quien es uno de los pioneros de la astronomía de rayos-X en Japón. En 1958, inventó una cámara de chispas que ha sido ampliamente utilizada para medir la trayectoria de partículas cargadas. Más tarde, comenzó estudios sobre objetos de rayos X y descubrió la variación de flujo de tiempo corto de las fuentes de rayos X.

## Características orbitales
(8544) Sigenori orbita a una distancia media del Sol de 2,308 ua, pudiendo acercarse hasta 2,111 ua y alejarse hasta 2,505 ua. Tiene una excentricidad de 0,085 y una inclinación orbital de 0,958° grados. Emplea en completar una órbita alrededor del Sol 1280,88 días.

## Características físicas
Su magnitud absoluta es 14,65. Tiene 2,742 km de diámetro. Su albedo se estima en 0,408.